# Oskar Textorius

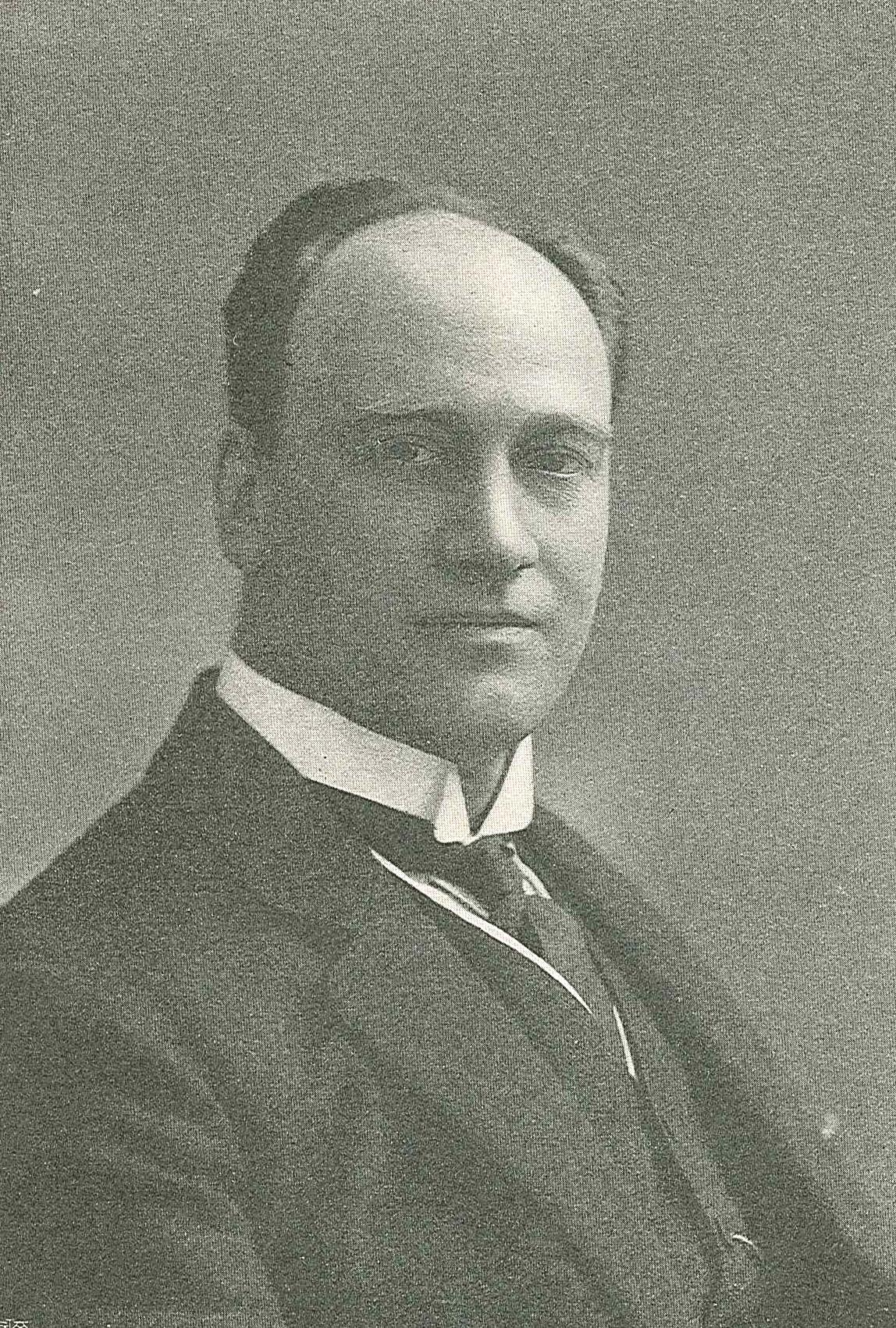
Oskar Textorius ca. 1912

Bror Oskar Textorius (* 8. April 1864 in Kristianstad; † 20. März 1938 in Göteborg) war ein schwedischer Schauspieler, Sänger und Theaterregisseur.

## Karriere
Textorius war ab 1887 Ensemblemitglied in verschiedenen Theatergruppen, die durch die schwedische und finnische Provinz tourten. Er spielte 1896 im Volkstheater (Folkteatern) in Stockholm. Zwischen 1899 und 1901 war er mit einer eigenen Operettenproduktion auf Tournee. 1911 bis 1918 spielte er Operetten am Oscarsteatern in Stockholm. Ab 1920 spielte Textorius in Göteborg am Stora Teatern (auch: Storan) und wurde 1937 dessen Direktor.
Seit 1907 hat er über hundert Tonaufnahmen gemacht. Sein Filmdebüt hatte er 1911 zusammen mit seiner dritten Frau Ester Textorius (geb. Pettersson) in Anna Hofman-Uddgrens Kurzfilm Stockholmsfrestelser. Insgesamt spielte er in sechs Filmen mit.

## Leben
Textorius war dreimal verheiratet. Seine erste Frau war die Schauspielerin Georgina Sandell, mit der er seine Tochter Elsa Textorius hatte. Mit seiner zweiten Frau, der Schauspielerin Svea Johansson, war er von 1900 bis 1904 verheiratet. In seiner letzten Ehe von 1904 bis 1938 war er mit Esther Pettersson, die ebenfalls Schauspielerin war, verheiratet.

## Filmografie
- 1911: Stockholmsfrestelser
- 1913: Filmdrottningen
- 1925: Hennes lilla majestät
- 1926: Fänrik Ståls sägner-del I
- 1931: Farornas paradis
- 1932: Ett skepp kommer lastat